# Chris Lewis (homme politique)
Chris Lewis, né le 15 juin 1976, est un agriculteur, chef d'entreprise et homme politique canadien. Il représente la circonscription de Essex à la Chambre des communes du Canada depuis 2019 sous la bannière du Parti conservateur du Canada.

## Biographie
Né le 15 juin 1976, Chris Lewis est propriétaire d'une petite entreprise familiale. Avant de devenir député, il sert comme conseiller municipal, pompier volontaire et promoteur de la région d'Essex.
Il est réélu lors des élections de 2025.